# علي بن فهد الهاجري
علي بن فهد الشهواني الهاجري سياسي ودبلوماسي قطري، والسفير الأسبق لدولة قطر لدى الولايات المتحدة الأمريكية، ولد في الدوحة بتاريخ 06-03-1965م السفير الهاجري حاصل على درجة البكالوريوس في العلوم السياسية من جامعة جنوب كولورادو، اكتسب خبرات عديدة وتحصّل على عدة ترقيات إلى ظان أصبح سفيراً لعدد من الدول وعُرف بأنه سياسي محنك نظراً لطول فترة عملة في البعثات الدبلوماسية وحصل على وسام الفارس من جمهورية إيطاليا.

## الحياة المهنية
كان السفير الهاجري عضوًا في الوفد القطري الدائم لدى الأمم المتحدة في نيويورك (1997-2000)، ودبلوماسيًا في سفارة قطر في المغرب (1995-1997)، ودبلوماسيًا في القنصلية العامة لدولة قطر في دبي (1985-1993)، وسكرتير ثالث في وزارة الخارجية (1983).
شغل السفير الهاجري سابقًاً منصب مدير إدارة الشؤون الأوروبية والأمريكية بوزارة الخارجية (2006-2008) وسفير دولة قطر لدى إيطاليا وسفير غير مقيم لدى كل من اليونان وألبانيا ومقدونيا والبوسنة والهرسك وكرواتيا وسلوفينيا وسان مارينو (2000-2005). خلال تلك الفترة، كان أيضًا ممثل دولة قطر لدى منظمة الأغذية والزراعة للأمم المتحدة، والصندوق الدولي للتنمية الزراعية، وبرنامج الأغذية العالمي التابع للأمم المتحدة.
أصبح سكرتير بدرجة وزير لسمو أمير دولة قطر للشؤون السياسية عام 2013م،، وكان الهاجري قد عُيّن بعد ذلك سفيرا لدولة قطر معتمدا ومقيما لدى سلطنة عُمان بتاريخ 19-08-2015م.، كما وشارك في العديد من الاجتماعات والمؤتمرات والمحافل الدولية والإقليمية ممثلاً للدولة.